# 小切手帳
小切手帳 (こぎってちょう、checkbook) は、20枚から50枚程度の小切手用紙をつづった冊子。

## 概要
銀行等の金融機関に当座勘定(当座預金)の契約を有する者であれば、当該取引銀行等の金融機関から交付を受けることができる（ゆうちょ銀行は、振替口座小切手払を利用する加入者であれば東京貯金事務センターから郵送される）。
小切手の振り出しを記録するため、その小切手と同じ通し番号のついた「耳」と呼ばれる部分に振出日、相手先及び金額を書き込み、小切手本体をミシン目で切り離して交付した後も、保存することができるようになっている。これは、手形帳でもほぼ同様である。
また、小切手の振り出し記録あるいは受取記録をルーズリーフ式の帳面や大学ノート等に記録したものを小切手帳と呼ぶ場合もある。